# كثافة عمرانية

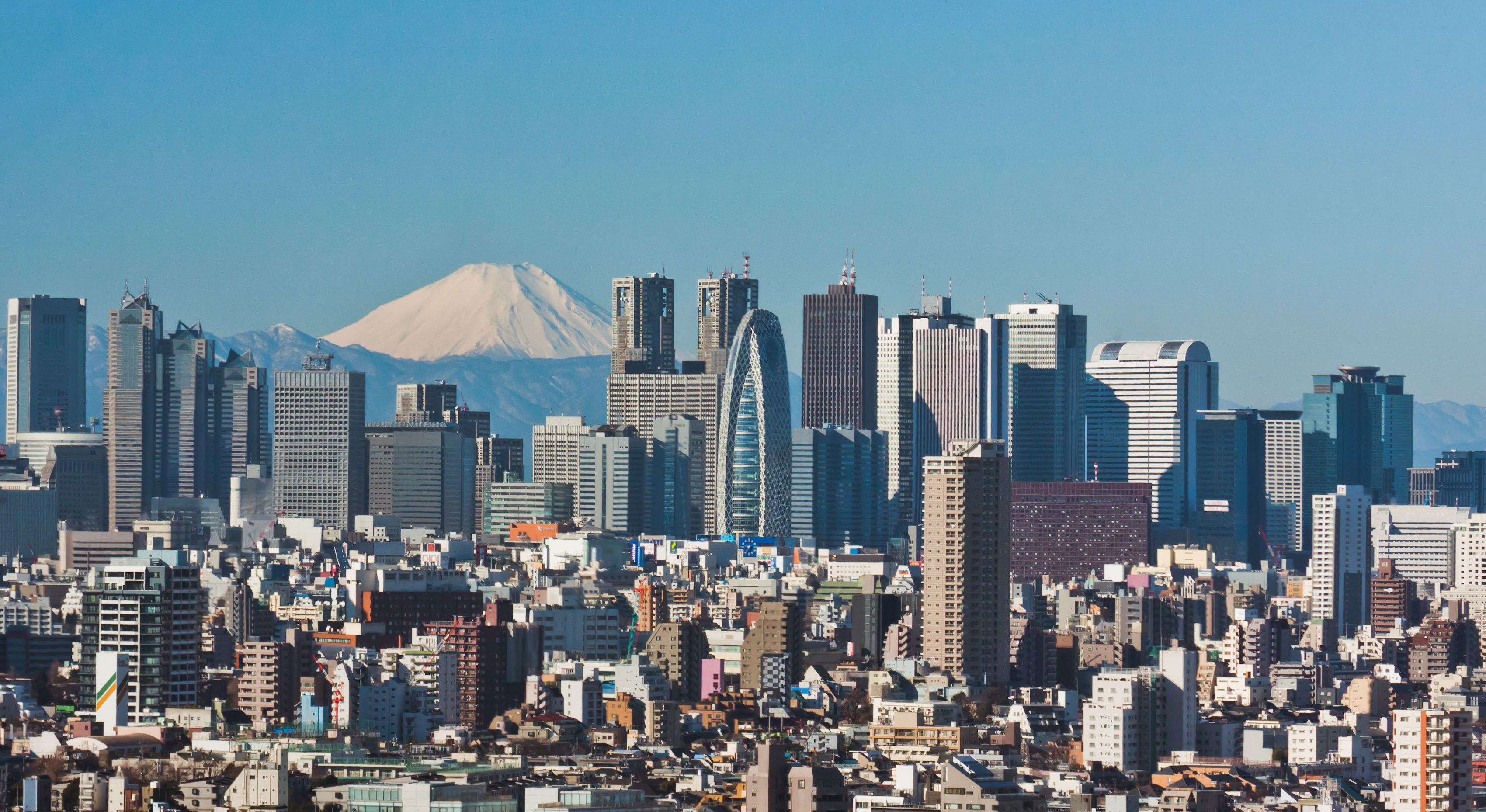

الكثافة العمرانية أو الكثافة الحضرية هي أحد مفاهيم التخطيط حضري والتصميم العمراني، وتشير إلى عدد الأشخاص الذين يعيشون في منطقة حضرية ما. كما ويجب تمييزها عن المقاييس الأخرى للكثافة السكانية. تعد الكثافة العمرانية من أهم العوامل التي تساعد في فهم وظائف المدن. تحدث البحوث المتعلقة بهذا المجال عبر عدة مجالات، بما في ذلك الاقتصاد، الصحة، الابتكار، علم النفس، الجغرافيا، والاستدامة.

## وصلات خارجية
- MIT Density Atlas
- Urban Density and Energy Consumption